# Antun Radić
Antun Radić ↓1 (Desno Trebarjevo kod Siska, 11. lipnja 1868. – Zagreb, 10. veljače 1919.) bio je hrvatski znanstvenik, književnik, prevoditelj, publicist, sociolog, etnograf, poliglot i političar. Utemeljitelj je hrvatske etnografije.

## Životopis
Antun Radić rodio se u selu Desno Trebarjevo kod Siska 1868. godine u obitelji siromašnih roditelja seljaka, Ane (rođ. Posilović) i Imbre Radić, kao osmo od jedanaestero djece. Završivši pučku školu u Martinskoj Vesi kod Siska, otišao je Zagreb gdje je nastavio školovanje u Klasičnoj gimnaziji u Zagrebu koju je završio 1888. godine. Studirao je slavistiku i klasičnu filologiju u Zagrebu i Beču. Doktorirao je u Zagrebu 1892. godine s temom O nekim eshatološkijem motivima u hrvatskoj književnosti. Od 1893. godine je u školskoj službi i službovao je u Osijeku, Požegi, Varaždinu i Zagrebu. Bio je profesor u Klasičnoj gimnaziji u Zagrebu od 1895. do 1897. te od 1917. do 1918. godine. Nakon izbora za Sabor 1897. godine, na izričiti zahtjev bana Khuena-Héderváryja, otpušten je iz službe jer nije htio glasovati za vladina kandidata. Od 1897. do 1901. godine urednikom je Zbornika za narodni život i običaje Južnih Slavena. Od 1901. pa do 1909. godine radi kao tajnik u Matici hrvatskoj te je jedan od osnivača i uređivača Matičina časopisa Glasa Matice hrvatske. Dugo je uređivao i list Dom. List hrvatskomu seljaku za razgovor i nauk prvi hrvatski časopis namijenjen seljaštvu, (kojega je osnovao 1899. godine) kojim znatno utječe na kulturni i nacionalno-politički razvoj hrvatskoga sela.
Godine 1917. ponovno se zapošljava kao profesor na zagrebačkoj gornjogradskoj gimnaziji gdje ostaje sve do svoje smrti 10. veljače 1919. godine. Nakon smrti Antuna Radića vlasti u novouspostavljenoj državi Kraljevstva SHS nisu odobrile mirovinu Radićevoj udovici Vilmi te je ona ostala bez sredstava za život, a kada je dobila sudski nalog da napusti stan zbog neplaćanja stanarine otišla je 6. srpnja 1919. godine na grob svoga supruga Ante i tamo ispila otrov. U to vrijeme su od vlasti bili progonjeni i zatvoreni mnogi vođe HPSS-a (Stjepan Radić bio je zatvoren, bez suđenja, 339 dana, Vladko Maček i Ljudevit Kežman držani su u zatvoru 9 mjeseci, Ivan Pernar 3 mjeseca, a Josip Predavec 2 mjeseca) te se mislilo da je Vilma Radić počinila samoubojstvo u znak prosvjeda protiv progona stranke njezina pokojnoga supruga.
Pokopan je 12. veljače 1919. godine na zagrebačkome groblju Mirogoju.

## Znanstveno djelovanje
Svojim etnološkim istraživanjima utjecao je na političko djelovanje brata Stjepana. Antun Radić isticao je povezanost nacionalnog oslobođenja sa socijalnim, upozoravajući da se samim uklanjanjem tuđinskoga nacionalnog tlačenja ne postiže potpuna narodna sloboda. Svoje poglede iznosi s velikom privrženošću hrvatskom narodu, kojima ide u red najistaknutijih hrvatskih intelektualaca. Pored etnologije, u znanstvenom se radu bavio i književnopovijesnim temama te je također prevodio djela značajnih ruskih književnika, primjerice Puškina, Gogolja i Tolstoja. Oštro je kritizirao sljedbu hrvatskih vukovaca, a napose Gramatiku i stilistiku hrvatskoga ili srpskoga književnoga jezika, 1899., Tome Maretića, za koju je držao da predstavlja pokušaj prekida s višestoljetnom hrvatskom književnojezičnom baštinom, te reduciranje izražajnih i identitetskih zasebnosti hrvatskoga jezika slijepim nasljedovanjem karadžićevskoga jezičnoga kanona. Osim hrvatskoga jezika znao je latinski, njemački, francuski, talijanski, češki, bugarski, poljski i ruski jezik.

## Političko djelovanje
S mlađim bratom Stjepanom 1904. godine osnovao je Hrvatsku pučku seljačku stranku (HPSS) te je sudjelovao u izradbi programa stranke. Godine 1910. biva izabran u Hrvatski sabor u kojemu se aktivno zalagao za reformu lokalne uprave i školstva. Kao kandidat HPSS-a u tri je navrata bio zastupnikom u Hrvatskome saboru (1910. – 1913.).

## Djela
- O nekim eshatološkijem motivima u hrvatskoj kniževnosti / napisao Ante Radić, Tisak Dioničke tiskare, Zagreb, 1893.
- Osnova za sabiranje i proučavanje građe o narodnom životu, str. 1. – 88., Zbornik za narodni život i običaje Južnih Slavena., knj. 2., Zagreb, 1897. (uredio još i: knj. 3, 1898.; knj. 4, 1899.; knj. 5, 1900.; knj. 6, 1901.)
- Osnova za sabiranje i proučavanje građe o narodnom životu / napisao A. Radić, Tisak Dioničke tiskare, Zagreb 1897. Pos. otisak iz 2. knj. Zbornika za narodni život i običaje južnih Slavena.
- "Život" t.j. Smrt hrvatskoga preporoda?, Tisak C. Albrechta, Zagreb, 1899.
- Hrvati i Magjari ili Hrvatska politika i "Riečka rezolucija". Napisali Ante Radić i Stjepan Radić, Politička knjižnica H. P. S. S., sv. 1., Zagreb, 1905.
- Matica Hrvatska, Tiskara i litografija Mile Maravića, Zagreb, 1906. (pos. otisak: Hrvatska misao)
- Novinstvo i književnici prema Matici Hrvatskoj. Knjige Matice Hrvatske za god. 1905. / napisao Ante Radić, Tiskara i litografija Mile Maravića, Zagreb, 1906. (pos. otisak: Hrvatska misao)
- Što je i što hoće Hrvatska pučka seljačka stranka. Napisali Dr. Ante Radić i Stjepan Radić, Hrvatska pučka seljačka tiskara, Zagreb, 1908.

### Posmrtno
- Osnova za sabiranje i proučavanje gradje o narodnom životu, 2. izd., JAZU, Zagreb, 1929.
- Kako čovjek postaje čovjek, Radićeva obrazovna knjižnica, sv. 3, Zagreb, 1930. (2. izd., 1930.)
- Obrisi hrvatske povijesti u starom i srednjem vijeku, Radićeva obrazovna knjižnica, sv. 7, Zagreb, 1930. (2. izd., 1930.)
- Obrisi hrvatske povijesti u novom vijeku,	Radićeva obrazovna knjižnica, sv. 8, Zagreb, 1930.
- Sabrana djela dra Antuna Radića, knj. I-XIX, Zagreb, 1936. – 1939.
- Što si Hrvat ili Srbin: odabrano iz spisa Antuna Radića, Biblioteka Gospodarski pogledi dr. Antuna Radića, ur. Ante Miljak, knj. 1, Ljudevit, Vinkovci, 1990.
- Osnova za sabiranje i proučavanje građe o narodnom životu, Dom i svijet, Zagreb, 1997. (predgovor: Andre Mohorovičić)

## Baština
Mnoge škole, ulice i trgovi u gradovima i selima diljem Hrvatske danas nose imena po Antunu Radiću. Godine 1995. ustanovljen je Red Danice hrvatske, odlikovanje Republike Hrvatske koje se dijeli na sedam jednako vrijednih odlikovanja od kojih je sedmo Red Danice hrvatske s likom Antuna Radića a dodjeljuje se hrvatskim i stranim državljanima za osobite zasluge za prosvjetu.

## Pouke, citati
- Kad cieli jedan narod zna za jednu tugu, za jednu nesreću, ili za jednu radost, za jedno veselje, za jednu slavu i diku - to je narodna misao. Nas Hrvate ne će spasiti od rasula i propasti nikakav jauk, nikakovo naricanje, nikakov plač nad sirotinjom i nevoljom našom. To može gdjekoga dirnuti u srdce, - ali to nam pomoći ne će. Nas može na okupu zadržati i spasiti samo hrvatska narodna misao.[17]
- Jedni grde svoj narod zato što se ne će ničega primiti i idu samo za tim, da je njima dobro. Drugi sebi utvara, da je Bog zna što, a kad ga ne će slušati, onda sve kudi. Treći su svašta učili, ali nisu prokuhali, i onda sve grde. Komu je zbilja za svoj narod, taj ponajviše šuti, pa radi, što može. Taj će oba oka zatisnuti na naše zlo i na grieške otaca naših i braće naše, progutat će mnogu gorku rieč, pa će raditi, koliko može i što može poštenije i bolje. Ne će mu biti vazda na jeziku "naši dični" i "naši zaslužni", koji opet jedni druge po dogovoru hvale i u zviezde kuju bez razloga i bez potrebe, - ali opet ne će gaditi svoga gniezda, i to samo zato, da pokrije svoj nemar ili svoje crne želje.[18]
- Tri su stvari, koje čovjeka i narod drže u životu i to: Prvo: Radi. Drugo: U dobru se ne ponosi, a u zlu se ne poništi. Treće: Budi čovjek, t. j. nemoj misliti, da si sam na svietu.[19]
- Dvije nam stvari moraju biti vazda na pameti, a to je prvo: Pošteno ljudsko življenje, kako to Bog zapovieda i duša čovjeku kaže, a drugo: hrvatski naš dom. I što manje ovo dvoje spominjemo, to nam više mora biti jedno i drugo svagda na misli i na srdcu.[20]
- Da mi se Bog dragi dade još sto puta roditi, ja bih ga molio na koljenima: Daj, dragi Bože, da se opet rodim kao Hrvat, da opet budem Hrvat.[21]